# Мамарчево
Мамарчево (болг. Мамарчево) — село в Болгарии. Находится в Ямболской области, входит в общину Болярово. Население составляет 388 человек.

## Политическая ситуация
В местном кметстве Мамарчево, в состав которого входит Мамарчево, должность кмета (старосты) исполняет Марчо Тодоров Добрев (Болгарская социалистическая партия (БСП)) по результатам выборов правления кметства.
Кмет (мэр) общины Болярово — Христо Димитров Христов (Болгарская социалистическая партия (БСП)) по результатам выборов в правление общины.